# Philip V. Francis
Philip V. Francis (5 de noviembre de 1964, Thrissur † 4 de marzo de 2008) fue un músico de tabla, compositor y cantante de Ghazal de Kerala, indio. Falleció a la edad de 43 años en un accidente de motociclismo, dejando a su esposa viuda y un hijo huérfano. 

## Carrera
Philip nació en Thrissur, Kerala. Comenzó su carrera en una banda de orquesta llamada "Neelambari", bajo la dirección de "Joeboy" un reconocido músico experto en instrumentos musicales como los tambores. Luego Philip emigró a Nueva Delhi○3 para aprender atocar la Tabla con el maestro llamado "Ustad Fiyaz Khan". A partir de entonces, se convirtió en uno de los famosos músicos de su país donde ha recibido varios reconocimientos. Se especializó en géneros musicales como la música carnatic y mrudangam, en lo que contó el apoyo de otros famosos músicos como "Komattil Shanta Kumari" y "Purushothama Sharma" de Thrisssur.
Philip no estaba satisfecho con lo que aprendió y más adelante estudió música clásica occidental, en la que pudo especializarse en otros instrumentos musicales como la guitarra y el piano. Comenzó a componer y dirigir un coro que cantaban en las iglesias. Su amor por la música Ghazals, se presentó como cantante en un programa de televisión, hasta convertirse en un intérprete popular pese a su corta vida. Trabajó con el director musical, Raveendran, en la que colaboró para interpretar temas musicales en películas hindúes.

## Discografía
1. Thoovana
2. Ninakkai Nadha Kanneer
3. Kabir
4. Abheri & Bhimpalas (2008)- Manorama Music
5. Philip-Sangeeth Ka Amar Sur- (Ghazals)

Habeebi El rooh 2000 ( miamiband Kuwait

### Películas
- Oridathoru Puzhayundu

## Tributos
Como amantes de la música, a Philip como un tributo le ridieron un homenaje principalmente cuando el tocaba el "Piano", pues una organización en su memoria tuvo el objetivo de promover su música y su armonía. Además esta organización, tuvo previsto de celebrar un festival de música anual en Thrissur, para instituir una donación en su nombre y memoria en el ámbito académico. Pues los músicos expertos en el "Piano", inauguraron formalmente al sur de la India, "S. Janaki" en la 3.5.08. y Ustad Fiyaz Khan un músico y maestro de Tabla, este último quien estuvo presente junto a Philip en una ocasión.